# Learjet 70/75
Il Learjet 70/75 è una linea di business jet prodotti dalla statunitense Learjet.
Questi velivoli sono dotati di nuova avionica, alette e motori più potenti che consumano meno carburante. La cellula è la stessa utilizzata per il Learjet 45 con modifiche per migliorarne le prestazioni. Il disegno delle winglet inclinate è stata ripreso dal Bombardier Global 7500/8000. Il Learjet 75 ha ricevuto l'omologazione dalla FAA (l'ente statunitense per la sicurezza aerea), il 14 novembre 2013 e le consegne iniziarono poco dopo.

## Galleria d'immagini

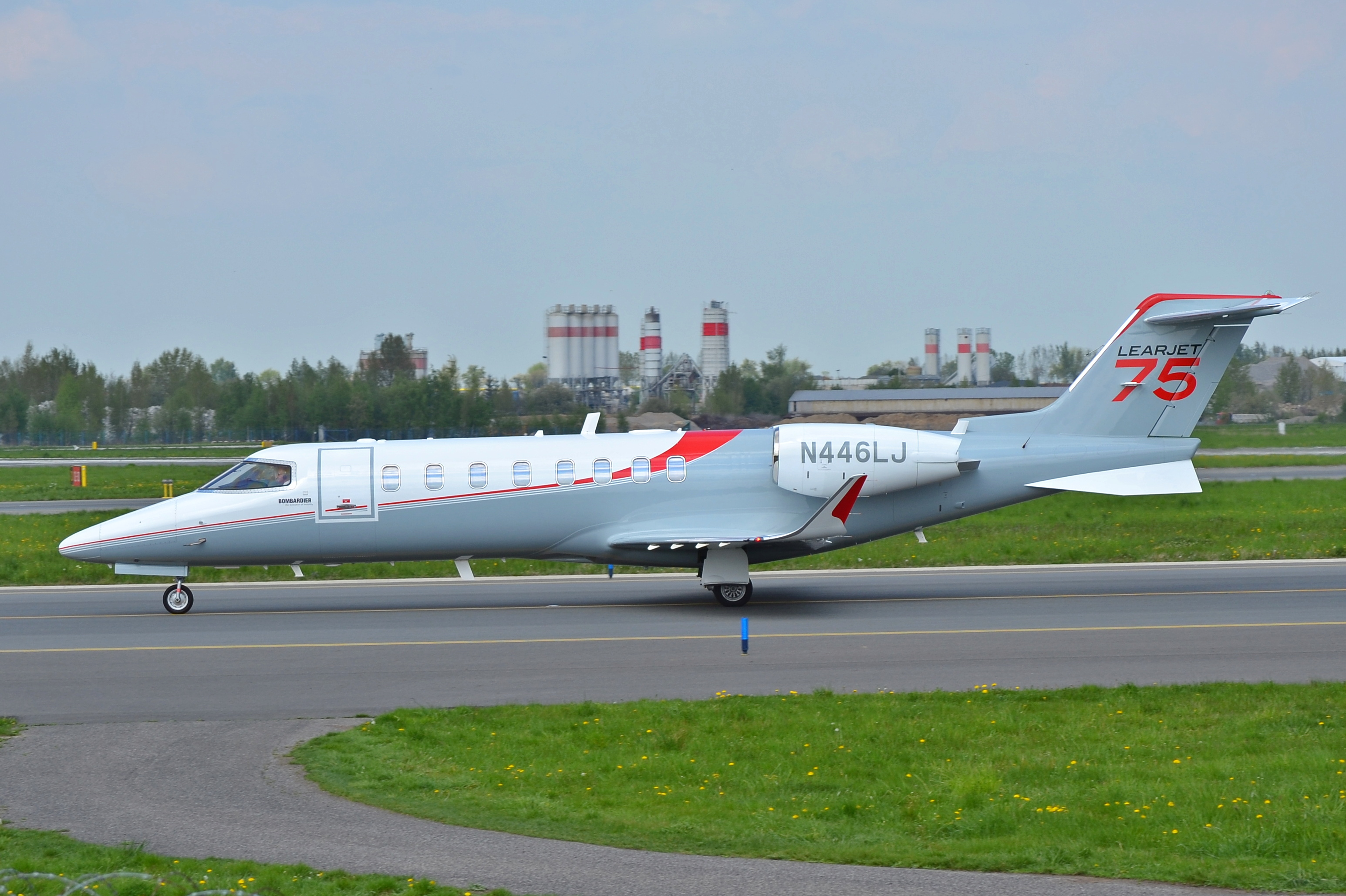
Particolare della fiancata di un Learjet 75.
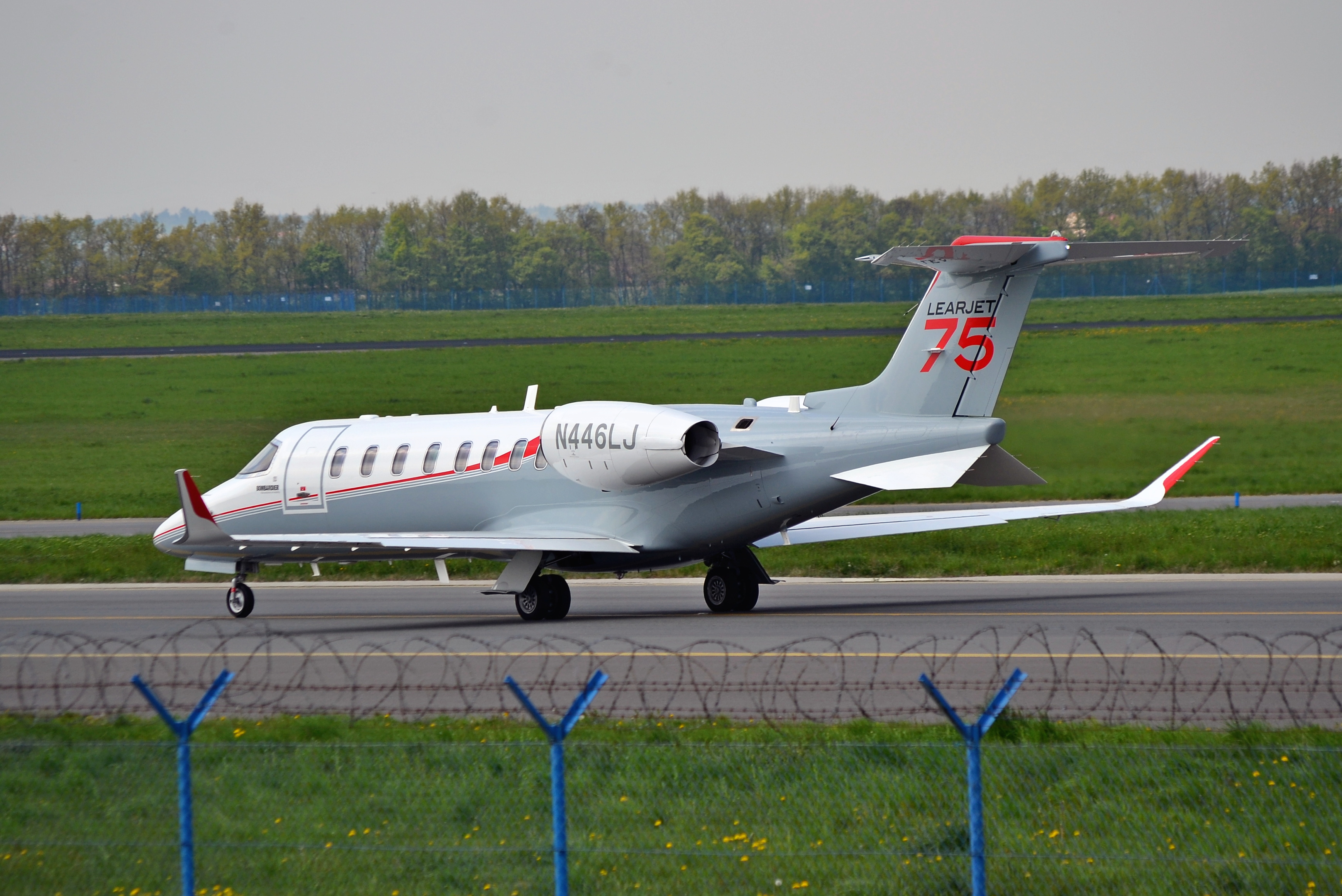
Particolare della parte posteriore di un Learjet 75.
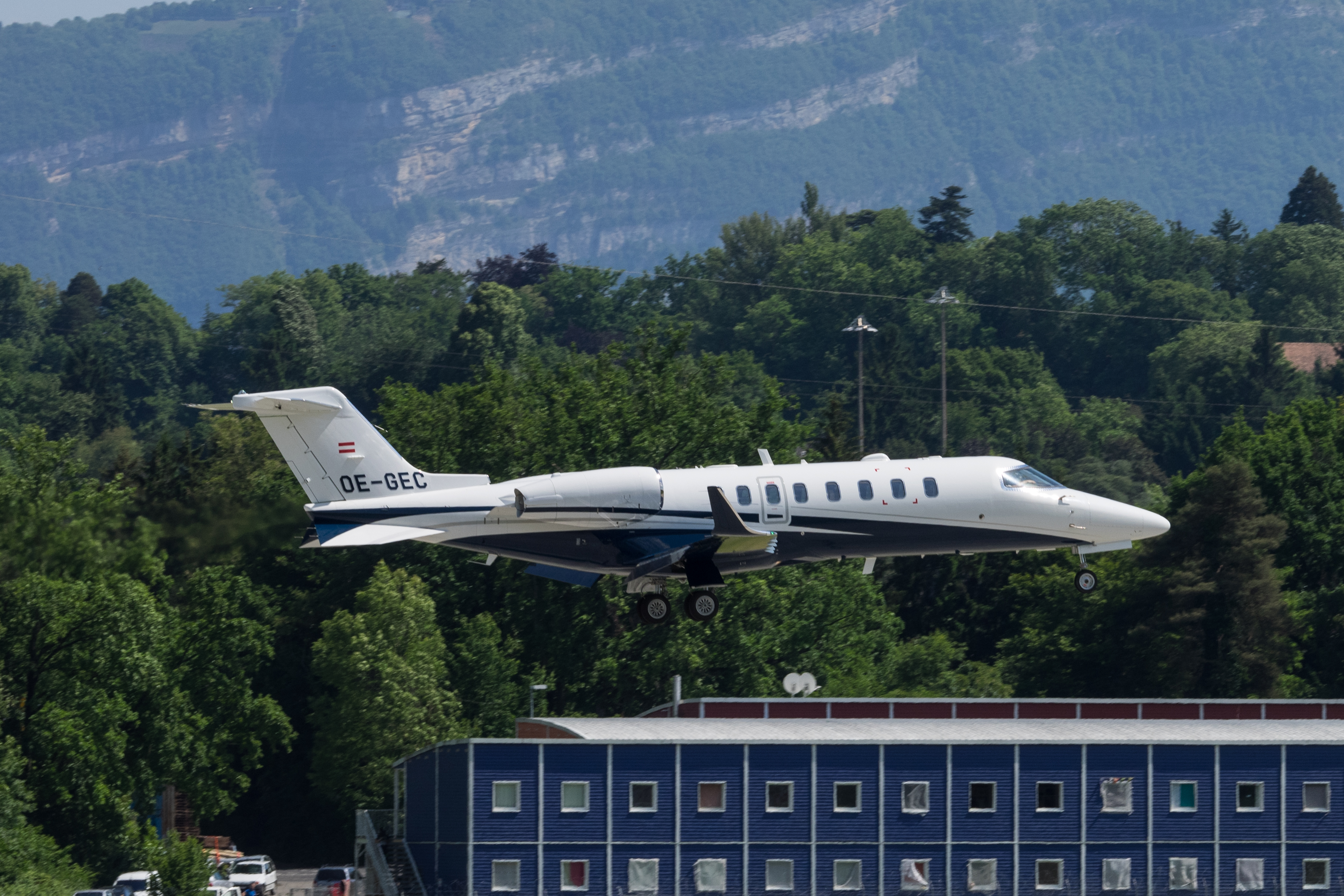
Un Learjet 75 in volo.